# Tango Gameworks
Tango Gameworks war ein japanischer Videospielentwickler mit Sitz in Tokio. Das Unternehmen wurde im März 2010 von Shinji Mikami, der zuvor bei Capcom tätig war, gegründet und im Oktober desselben Jahres von ZeniMax Media übernommen. Tango entwickelte die Survival-Horrorspiele The Evil Within und The Evil Within 2, das Action-Adventure Ghostwire: Tokyo und das rhythmusbasierte Actionspiel Hi-Fi Rush. Im Mai 2024 wurde es durch den neuen Eigner Microsoft geschlossen.

## Geschichte

Altes Logo von Tango Gameworks (2010–2025)

Shinji Mikami war seit 1989 beim Videospielentwickler Capcom beschäftigt, wo er an mehreren Franchises arbeitete und die Horror-Videospielreihe Resident Evil entwickelte. Mit der Zeit wurde Capcom zu groß für Mikami, der auch Spiele mit anderen Konzepten als Horror entwickeln wollte, wie er es bei Capcom getan hatte. Eine Zeit lang arbeitete er freiberuflich, führte Regie bei dem Actionspiel Vanquish für PlatinumGames und produzierte das Action-Horror-Spiel Shadows of the Damned für Grasshopper Manufacture. Er wurde wiederholt von Sega angefragt, ein Horrorspiel für sie zu entwickeln, was er jedoch ablehnte. Am 1. März 2010 gründete der 44-jährige Mikami mit einem Team von zwölf Entwicklern Tango in Odaiba, Tokio, wohin er von seinem vorherigen Büro in Osaka umgezogen war. Shigenori Nishikawa, der Direktor von MadWorld für PlatinumGames, trat dem Unternehmen im Mai 2010 bei. Tango begann sofort mit der Arbeit an mehreren Projekten, wobei ein kleines Team sechs Monate lang an einem Scherzspiel arbeitete, in dem eine Kakerlake auf zwei Beinen stand und eine Waffe abfeuerte.
Ihr Hauptprojekt war Noah, ein Science-Fiction-, Open-World-, Survival-Adventure, das vom Film Der Wüstenplanet aus dem Jahr 1984 inspiriert war. In diesem Spiel war die Erde größtenteils unbewohnbar geworden und die Menschheit zog auf andere Planeten, wo eine Kolonie den Kontakt zu den anderen verlor und ein Forschungsteam die Aufgabe hatte, sie zu finden. Kurz nach Beginn der Entwicklung dieses Spiels geriet Tango in finanzielle Schwierigkeiten; laut Mikami „ist etwas passiert“. Der amerikanische Videospielverlag Bethesda Softworks sprang ein und veranlasste seine Muttergesellschaft ZeniMax Media, das Studio zu übernehmen. Diese Übernahme wurde am 28. Oktober 2010 bekannt gegeben. Für die Übernahme verwendete ZeniMax einen Teil der 150 Millionen US-Dollar, die es zuvor mit privaten Mitteln aufgebracht hatte. Mikami stimmte der Übernahme zu, weil er der Meinung war, dass Bethesda und ZeniMax die „unabhängigste“ Entwicklungsumgebung für Tango bieten würden. Das Studio wurde in ZeniMax Asia K.K., der asiatisch-pazifischen Niederlassung von ZeniMax mit Sitz im Tokioter Stadtteil Aomi, eingegliedert und in eine Abteilung namens Tango Gameworks umstrukturiert. Im November 2010 stießen der Komponist Masafumi Takada (ehemals Grasshopper Manufacture), der Künstler Naoki Katakai und der Programmierer Shinichiro Ishikawa (beide ehemals Capcom) zu Tango. Im März 2012 zählte das Studio 65 Mitarbeiter, wobei Mikami davon ausging, dass es irgendwann auf 100 Mitarbeiter anwachsen würde.
Nach der Übernahme durch ZeniMax plante Mikami, dass Tango weiterhin mehrere Spiele gleichzeitig entwickeln sollte. Noah wurde eingestellt und die Entwicklung eines anderen AAA-Projekts, Zwei, begann. Ursprünglich ging es in diesem Spiel darum, dass ein Mann und eine Frau aneinander gekettet einen Vampir jagen, wobei entweder zwei Spieler jeden Charakter einzeln steuern oder ein Spieler beide gleichzeitig. Zwei wurde im April 2012 offiziell angekündigt. Im Laufe der Zeit entwickelte sich das Spiel zu einem Einzelspieler-Survival-Horrorspiel und wurde in The Evil Within umbenannt, das im April 2013 angekündigt wurde. Im August 2014 zog Tango von Aomi in den Bezirk Shibaura um. The Evil Within wurde im Oktober 2014 von Bethesda veröffentlicht. Es war das letzte Spiel unter der Regie von Mikami, der sich aus dieser Rolle zurückzog, um zukünftigen Tango-Spielen andere Möglichkeiten zu geben. Eine Fortsetzung zu The Evil Within, The Evil Within 2, wurde auf der E3 2017 angekündigt und von Bethesda im Oktober 2017 veröffentlicht. Im Juni 2019, während Bethesdas Pressekonferenz auf der E3 2019, kündigten Mikami und Creative Director Ikumi Nakamura Ghostwire: Tokyo an, ein Action-Adventure mit Horror-Elementen. Nakamura trat im September 2019 von Tango zurück und verließ das Studio nach neun Jahren.
Die Muttergesellschaft von Tango, ZeniMax Media, wurde im März 2021 von Microsoft für 7,5 Milliarden US-Dollar übernommen und wurde Teil von Microsoft Gaming. Durch die Übernahme wurde Tango das erste Entwicklungsstudio des Xbox-Herstellers in Japan. Im März 2022 veröffentlichte Tango das Handyspiel Hero Dice und schloss es fünf Monate später. Auf der Xbox und Bethesda Developer Direct am 25. Januar 2023 kündigte Tango Gameworks Hi-Fi Rush an, ein Rhythmus-Actionspiel, das noch am selben Tag veröffentlicht wurde. Im Februar 2023 gab Bethesda Softworks bekannt, dass Mikami Tango Gameworks in den kommenden Monaten verlassen wird.
Im Mai 2024 kündigte Microsoft die Schließung des Studios an.

## Entwickelte Spiele
| Jahr | Spiele            | Plattform(en)                                             | Publisher          |
| ---- | ----------------- | --------------------------------------------------------- | ------------------ |
| 2014 | The Evil Within   | PlayStation 3, PlayStation 4, Windows, Xbox 360, Xbox One | Bethesda Softworks |
| 2017 | The Evil Within 2 | PlayStation 4, Windows, Xbox One                          | Bethesda Softworks |
| 2022 | Ghostwire: Tokyo  | PlayStation 5, Windows, Xbox Series X/S                   | Bethesda Softworks |
| 2022 | Hero Dice         | Android, iOS                                              | ZeniMax Asia       |
| 2023 | Hi-Fi Rush        | Windows, Xbox Series X/S                                  | Bethesda Softworks |